# Siège de Mantoue (1796-1797)
Pour les articles homonymes, voir Siège de Mantoue.
Première Coalition
Batailles
Le siège de Mantoue eut lieu du 30 mai 1796 au 1er août 1796 puis du 27 août 1796 au 2 février 1797.

## Contexte
Le 30 mai 1796, l'armée d'Italie de Bonaparte vient de percer la dernière ligne de défense des Autrichiens à Borghetto, sur le Mincio. Les 5 000 hommes de Colli, battus à Borghetto, se réfugient dans Mantoue, défendue par le général espagnol Canto d'Irles et 8 500 hommes environ. Mantoue est alors située au milieu d'un double lac formé par le Mincio et reliée à la terre ferme par cinq chaussées coupées par des ponts-levis.

## Le siège
Le siège de la ville est confié au général Sérurier qui dispose, dans un premier temps, d'environ 9 000 hommes, que devaient venir renforcer les 12 000 du général Vaubois. Le retour offensif des Autrichiens sur les arrières de l'armée d'Italie oblige Bonaparte à lever provisoirement le siège de la ville, car sur son effectif, le général Sérurier doit envoyer 5 000 hommes en renfort à Augereau et les 4 000 restants ont pour mission de couvrir la route de Plaisance. Sérurier retourne assiéger la ville à la fin du mois d'août, qui tombe un peu plus de cinq mois plus tard, le 2 février 1797, après que la bataille de Rivoli a rendu tout espoir de secours vain pour l'armée autrichienne assiégée.

## Historiographie
La stratégie adoptée par Bonaparte à Mantoue, bien qu'objet d'émerveillement à l'époque des faits, fut critiquée ultérieurement par Carl von Clausewitz, qui considéra que Napoléon aurait peut être mieux fait de se fortifier autour de Mantoue, de manière à assurer le siège de la ville tout en soutenant le siège de l'armée de secours autrichienne, plutôt que de lever le siège temporairement pour écraser l'armée de secours autrichienne imprudemment divisée en plusieurs colonnes à la bataille de Rivoli.